# Zaki Ghavitian
 (décembre 2014).
Zaki Ghavitian est un ingénieur québécois.
Il a été président de l'Ordre des ingénieurs du Québec de 2006 à 2009 et il a représenté les ingénieurs au sein de la direction de divers organismes.

## Formation
- Baccalauréat en génie électrique à l'École polytechnique de Montréal
- Maîtrise en ingénierie à l'École polytechnique de Montréal (1976)[1]

## Parcours professionnel

### Expérience
- Hydro-Québec, chef d'unité, programmation et contrôle des coûts, division Équipement, Société d'énergie de la Baie James (SEBJ)

### SERVIQ
Il a été le président-fondateur de SERVIQ (Corporation de services des ingénieurs du Québec) de 2001 à 2003.

### Ordre des ingénieurs du Québec(OIQ)
Il est membre de l'Ordre des ingénieurs du Québec depuis 1976. Il en fut élu président le 16 juin 2006, poste qu'il occupera jusqu'au 12 juin 2009. À cette date, il prit le poste de vice-président en titre et il passa aux Affaires publiques et corporatives du Comité exécutif de l'Ordre des ingénieurs du Québec.

### Conseil interprofessionnel du Québec(CIQ)
Il a été élu au comité administratif du Conseil en 2008. Il a reçu un autre mandat de 2 ans en 2010.

### Ingénieurs Canada
Il a été élu président pour le mandat 2010-2011. Il a aussi reçu en 2010 le titre de Fellow d'Ingénieurs Canada (FIC).